# Prisco Bezerra
Prisco Rodrigues Bezerra (Fortaleza, 9 de julho de 1972) é um professor, empresário e politico brasileiro que atualmente é o primeiro suplente do Senador Cid Gomes, e exerceu mandato temporário pelo estado brasileiro do Ceará.

## Biografia
Filho de Roberto Claudio Frota Bezerra, ex-reitor da Universidade Federal do Ceará (UFC) e de Maria das Graças Rodrigues, é irmão de Roberto Cláudio, ex-prefeito de Fortaleza. Formado em administração de empresas pela Universidade Federal do Ceará, Prisco possui Master of Business Administration (MBA) em controladoria pela mesma instituição, em parceria com a Universidade de São Paulo (USP).
Além disso, realizou cursos de extensão no INSEAD, em Fontainebleau, na França, e na Wharton School of Business da University of Pennsylvania. Sua carreira profissional inclui atuações como auditor e consultor na empresa Ernst & Young, além de ter sido professor substituto na UFC.
No setor público, Prisco Bezerra foi secretário de Governo na Prefeitura de Fortaleza durante a primeira gestão de seu irmão, Roberto Cláudio. Em 2018, candidatou-se como primeiro suplente na chapa de Cid Gomes. para o Senado Federal pelo Partido Democrático Trabalhista (PDT). Com a licença de Cid por motivos pessoais, Prisco assumiu o cargo de senador pelo Ceará de 11 de dezembro de 2019 a 10 de abril de 2020.
Durante seu mandato, destacou-se por enfatizar a importância da educação no Ceará e por defender a ampliação de programas educacionais bem-sucedidos no estado. Em 19 de março de 2020, foi diagnosticado com COVID-19 durante a Pandemia de COVID-19 no Brasil, tornando-se um dos primeiros senadores brasileiros a contrair o vírus.
Além de sua atuação política, Prisco Bezerra é proprietário de diversas instituições de ensino superior em todo o território nacional, consolidando sua presença no setor educacional brasileiro. Ele também é conhecido por suas contribuições financeiras significativas em campanhas políticas.
Na esfera pessoal, Prisco é casado com a médica Niedja Bezerra e pai de Davi, Pedro e Gabriela Frota Bezerra.